# مینای گوشواره‌ای معمولی
مینای تپه‌ای گوشواره‌ای یا مینای تپه‌ای معمولی (نام علمی: Gracula religiosa) نام یک گونه از سرده میناهای تپه‌ای است که معمولاً در جنوب آسیا و جنوب شرق آسیا زندگی می‌کند.